# Pierre Hermabessière
Pierre Hermabessière (Arles, Vallespir, 3 d'octubre de 1803 - Els Banys d'Arles, 22 de desembre de 1862) va ser un metge i polític nord-català. Va ser director de les Termes Hermabessière (Termes romanes dels Banys d'Arles), alcalde d'Els Banys d'Arles, reanomenada els Banys i Palaldà de 1833 a 1838 i de 1840 a 1848, i conseller general del cantó d'Arles de 1839 a 1842 i de 1852 a 1862. Fou fill del baró Hermabessière, primer impulsor modern del balneari. Potser va escriure el llibre  Etablissement Thermal et Minéral, sis à la Commune des Bains, dits d'Arles, Departement des Pyrénées-Orientales.  Perpinyà: s.n., 1817.